# Thui II
Der Thui II ist einer der höchsten Berge des Hinduraj-Gebirges.

## Lage
Der Thui II befindet sich auf einem nördlichen Ausläufer vom Hauptkamm des nördlichen Hinduraj. Er liegt an der Distriktgrenze von Chitral und Ghizer.
Der 6523 m hohe Berg wird im Westen vom Risht-Gletscher und im Osten vom Ponarillogletscher flankiert. Beide Gletscher strömen nach Norden zum Yarkhun. Der Thui I befindet sich 10 km weiter östlich.

## Besteigungsgeschichte
Die Erstbesteigung des Thui II, dem damals höchsten unbestiegenen Gipfel des Hinduraj, gelang einer dreiköpfigen britischen Bergsteigergruppe (Nick Tritton, Chris Griffiths, Chris Lloyd) im Sommer 1978. 
Die Aufstiegsroute führte von Süden her von der Stelle, wo sich Aghost-Bar- und Qalandar-Gum-Gletscher treffen, über einen 6000 m hohen Nachbargipfel zum Südostgrat des Thui II und weiter zum Gipfel.